# Elisabeth Götze
Elisabeth Götze (* 19. März 1966 in Wien) ist eine österreichische Politikerin der Grünen. Von 2015 bis 2020 war sie Vizebürgermeisterin von Eichgraben, seit dem 23. Oktober 2019 ist sie Abgeordnete zum Nationalrat.

## Leben

### Ausbildung und Beruf
Elisabeth Götze besuchte nach der Volksschule Mondweg in Wien das Neusprachliche Gymnasium der Dominikanerinnen, wo sie 1984 maturierte. Anschließend begann sie ein Diplomstudium der Betriebswirtschaft an der Wirtschaftsuniversität Wien (WU), das sie 1991 als Magistra abschloss. Ab 1998 betrieb sie ein Doktoratsstudium an der WU, wo sie 2002 mit einer Dissertation zum Thema Markenwissen 3- bis 5-jähriger Kinder und ihr Einfluss auf Markenentscheidungen ihrer Bezugspersonen: empirische Erkenntnisse aus ausgewählten Ländern zur Doktorin promovierte.
Von 1991 bis 1992 und von 1998 bis 2006 war sie Universitätsassistentin an der WU Wien am Institut für internationales Marketing und Management. Dazwischen war sie als Assistentin in einem Direktvertriebsunternehmen tätig. Von 1998 bis 2015 war sie Vortragende an der FH Wiener Neustadt, von 2006 bis 2010 an der FH Eisenstadt und von 2014 bis 2017 an der Universität für Weiterbildung Krems. Seit 2007 ist sie Senior Lecturer an der Wirtschaftsuniversität Wien. Lehraufträge hatte sie unter anderem an der Hanoi University of Technology und der National Economics University, an der Graduate School of Management in St. Petersburg, Russland und der University of Gadjah Mada / Yogyakarta in Indonesien.

### Politik
Götze gehörte von 2005 bis 2010 dem Gemeinderat der Marktgemeinde Eichgraben an, wo sie nach den Gemeinderatswahlen 2015 Vizebürgermeisterin wurde. Im Mai 2018 wurde sie in den Landesvorstand der Grünen Niederösterreich gewählt. Seit 2019 gehört sie der Landesleitung der Landesgruppe Niederösterreich der Grünen Wirtschaft an. Als Vizebürgermeister von Eichgraben folgte ihr 2020 Johannes Maschl nach, Götze blieb Bildungs- und Europagemeinderätin in Eichgraben.
Bei der Nationalratswahl 2019 kandidierte sie für die Grünen als Spitzenkandidatin im Landeswahlkreis Niederösterreich. Am 23. Oktober 2019 wurde sie zu Beginn der XXVII. Gesetzgebungsperiode als Abgeordnete zum österreichischen Nationalrat angelobt. Im Rahmen der Koalitionsverhandlungen zur Regierungsbildung 2019 verhandelte sie in der Hauptgruppe Wirtschaft und Finanzen. Im Grünen Parlamentsklub wurde sie Bereichssprecherin für Wirtschaft und Innovation, Gemeinden und Städte. Für die Nationalratswahl 2024 wurde sie im Juni 2023 erneut zur niederösterreichischen Spitzenkandidatin gewählt, im Regionalwahlkreis Niederösterreich Mitte wurde sie ebenfalls Spitzenkandidatin der Grünen. In der am 24. Oktober 2024 beginnenden XXVIII. Gesetzgebungsperiode wurde sie Bereichssprecherin für Wirtschaft.